# Gasteracantha sacerdotalis
Gasteracantha sacerdotalis är en spindelart som beskrevs av Ludwig Carl Christian Koch 1872. Gasteracantha sacerdotalis ingår i släktet Gasteracantha och familjen hjulspindlar. Inga underarter finns listade i Catalogue of Life.